# AMD FireStream
FireStream是ATI研發的一个流处理器系列，在AMD收購ATI後改為 Firepro S 系列，建基于Radeon图形显示芯片，提供高性能计算能力。FireStream产品中的显核不是用來作3D加速用途，而是利用显核内置的强大像素处理器變成一群并行处理器，作为浮点运算协处理器，协助中央处理器计算复杂的浮点运算程序，例如複雜的科学運算。
而早在数年前，人們就意識到GPU不但可以處理图形數據，還可以處理其他數據。BionicFX就試過利用GeForce 6800处理音频數據，ATI亦做過同樣的試驗。而且史丹佛大學的Folding@Home研究项目亦可利用Radeon X1900作運算加速；通过GPU来模拟蛋白质合成，进而找尋有關蛋白质的疾病。
自R520系列顯核問世以來，基於它的可編程結構，ATi已投入大量資源研究GPGPU，意即使用顯核來作非3D運算，處理一般在主流伺服器和桌面處理器上運行的軟體，据称性能比CPU高出10-30倍，并于稍后宣佈其“流计算（通用计算）”（Stream Computing/General Purpose Computing）概念，同时发布ATI FireStream流处理器，使用名为“Close To Metal”（CTM）的硬件界面，直接跳过3D应用程序接口，如DirectX，让开发者可以充分利用流处理器架构的特性，以最符合流处理器使用的原则对程序進行优化。
第一个产品，FireStream 580，是建基于R580图形芯片。它将是一块采用R580顯核的特殊显示卡，R580顯示核心中的48个独立的像素处理器能带来强大的浮点运算性能。该产品采用PCI Express x16作為介面，流处理器的频率是600 MHz，可以同時執行512線程，並配備了1GB GDDR3記憶體，频率是1300 MHz。並有可能使用多个核心並行处理數據。這个流处理器的功耗為165瓦特。
在AMD于2006年中成功收购ATI后，ATi成为AMD旗下的图形产品部门，并於2006年11月15日正式发布了业界首款“流处理器”（Stream Processor）。這款流处理器利用AMD旗下的图形产品部门，原先是用於Radeon X1900显示卡上的ATI R580顯示核心作為基礎。ATI FireStream 580并可以作為AMD的Torrenza协处理平台的附件加速芯片。
当今最强大的计算机之一是IBM的蓝色基因／L，它拥有65536个双核心处理器，亦即是131072个处理核心，运算性能是367TFlops。理论上，只需不到1000个流处理器，就能达到蓝色基因／L的性能水平。因为每个FireStream流处理器能提供至少375 GFLOPS的运算能力。借助CTM硬件界面，系統就能直接控制流处理器和其記憶體，不用再通過3D API Layer，所以性能是處理图形數據時的8倍。由於CTM是開放性設計，開發商可將指令集輸入至顯示記憶體中，成為可編程處理器。
根據AMD展示的系统，采用微软的Windows XP Professional，采用AMD的Opteron双核心处理器，搭配2张AMD R600流处理器，借助1个通用的MADD计算，這個系统每秒就能完成1万亿次浮点计算，性能是目前頂級系統的10倍。這是由於流处理器核心擁有大量平行处理器，能輕易提升浮点运算性能。
一家名為Peakstream的公司（已被Google收购）宣佈，只需利用軟體，配合x86或者Cell处理器，就可以發揮出顯示卡強大的浮点運算性能，應用於普通的程序中，而速度會較普通CPU快上20倍。直至Google收购的一刻，該軟體只支援ATI的顯示核心 。
2007年十一月末，AMD正式发布第二代FireStream流处理器，AMD FireStream 9170，建基于55 nm製作工艺的ATI RV670显核，提供业界首个雙精度浮点运算流处理器，并达到500 GFLOPS单精度浮点运算速度，功耗向下调至不多于150瓦特。并将于2008年第一季推出FireStream SDK，提供Compute Astraction Layer（CAL），成为一个完整的软体编写与开发平台，让开发人员利用高级编程语言（例如：C语言或C++等，以及其他专有函式库，如：Brook+或RapidMind等）编写程序，并经过CTM界面，进行低级（機器代碼）微调。
Stream流处理器的開發軟體名為Stream SDK。在2008年8月，AMD宣佈將會升級此軟體，以支援DirectX 11和OpenCL。從催化剂 8.12開始，主流顯示卡將可以使用到Stream技術，對抗NVIDIA的CUDA技術。

## 外部連結
- Folding@Home（页面存档备份，存于）
- anandtech.com的分布式计算介绍文章（页面存档备份，存于）
- anandtech.com的分布式计算论坛
- 驱动之家 - 斯坦福大学：ATI GPU具有最好通用计算性能（页面存档备份，存于）
- 驱动之家 - 用显卡打造超级计算机（页面存档备份，存于）
- Peakstream的GPGPU编程开发工具
- AMD Stream Computing